# ليام هيوز
ليام هيوز (بالإنجليزية: Liam Hughes)‏ (10 أغسطس 1992 في المملكة المتحدة - ) هو لاعب كرة قدم بريطاني في مركز الوسط. لعب مع كامبريدج يونايتد ونادي إنفرنيس ونادي كوربي تاون.

## وصلات خارجية
- ليام هيوز على موقع قاعدة بيانات كرة القدم.إي يو (الإنجليزية)
- ليام هيوز على موقع Soccerbase.com (لاعب) (الإنجليزية)
- ليام هيوز على موقع Soccerway.com (الإنجليزية)